# Fernand Lamaze
Pour les articles homonymes, voir Lamaze.
Fernand Lamaze, né le 20 juin 1891 à Mirecourt (Vosges) et mort le 6 mars 1957 dans le 6e arrondissement de Paris, est un obstétricien et résistant français, reconnu comme le développeur de la méthode d’accouchement sans douleur qui porte son nom.

## Biographie
Fils d’un instituteur lorrain, Fernand François Eugène Lamaze naît à Mirecourt le 20 juin 1891. Il doit interrompre ses études de médecine en raison de la Première Guerre mondiale à laquelle il participe comme ambulancier, puis médecin-auxiliaire.
Après la guerre, il reprend ses études et se distingue en permettant l’accouchement sans difficulté d’une femme qui est atteinte d’une crise d’appendicite aiguë.
Pendant la Seconde Guerre mondiale, il se met au service du Comité médical de la Résistance (CMR), organe de la Résistance intérieure française et se rapproche du PCF sans y adhérer.
À la demande du médecin Pierre Rouquès, avec lequel il s'était lié d'amitié dans la Résistance, il dirige à partir de sa création en 1947 la maternité de la polyclinique des Bluets, financée par le syndicat CGT des métallurgistes de la région parisienne,.
Après une visite en URSS en 1951, où il a étudié les techniques de psychoprophylaxie obstétrique à l’institut Ivan-Pavlov, Lamaze rentre en France et développe une nouvelle approche à l'obstétrique moderne — connue aussi sous le nom de « méthode Lamaze » — en insistant sur l'implication paternelle et le soutien à la mère, mais aussi sur des techniques de relaxation et de respiration.
En 1953, il rentre en contact avec Simone Gillot, la présidente de l'Union des femmes françaises, pour obtenir son soutien avec cette nouvelle méthode.
Il meurt le 6 mars 1957 dans le 6e arrondissement de Paris,.

## Publication
- Qu'est ce que l'accouchement sans douleur par la méthode psycho-prophylactique, coll. « Savoir et connaître », Éditions La Farandole, Paris, 1956

## Critique
Lamaze fut critiqué par Sheila Kitzinger, militante britannique en faveur de l'accouchement naturel, pour être excessivement disciplinaire et anti-féministe; "la nature disciplinaire de l'approche de l'accouchement par Lamaze est évidente dans la description par Sheila Kitzinger des méthodes qu'il employait dans une clinique parisienne dans les années 1950. Selon Sheila Kitzinger, Lamaze classait systématiquement la performance des parturientes 'd'excellente' à 'échec total' à raison de leurs 'agitation et cris'. Celles qui 'échouaient' étaient, croyait-il, 'elles-mêmes responsables car elles nourrissaient des doutes ou ne s'étaient pas suffisamment entraînées', et, comme on pouvait s'y attendre, les femmes 'intellectuelles' qui 'posaient trop de questions' étaient considérées par Lamaze comme les plus 'disposées à l'échec'".

## Hommages
L'avenue longeant le Centre hospitalier de Saint-Denis porte son nom, tout comme une voie du 19e arrondissement de Paris ainsi qu'une rue à Nîmes et une au Havre.